# All the Lovers
«All the Lovers» —en español: «Todos los amantes»— es una canción electropop-synthpop de la cantante australiana Kylie Minogue. Es el primer sencillo de su undécimo álbum, Aphrodite. Fue escrita con Kish Mauve en los últimos días de grabación de Aphrodite y fue mezclado por Stuart Price. Minogue eligió la canción como primer sencillo porque sentía que era un reflejo de la energía de Aphrodite. Sus letras son una invitación a la pista de baile, aunque en realidad referencia la longevidad de la carrera de Minogue.
«All the Lovers» fue bien recibida por los críticos contemporáneos, donde elogiaron a su bailable himno, considerándolo como un sencillo clásico de Minogue. El video musical de «All the Lovers», dirigido por Joseph Kahn, presenta a la cantante en medio de un flashmob de personas ataviadas con ropa interior blanca. Fue inspirada por las instalaciones artísticas de Spencer Tunick y la diosa griega Afrodita. Ha recibido críticas positivas, alabando su estética y la imagen.
La canción fue estrenada en las principales radios el 14 de mayo de 2010. La canción llegó a ocupar el top 5 y 10 en varios países europeos.
La canción fue presentada en vivo en diferentes espectáculos televisivos, incluyendo la quinta sesión de Germany´s Next Topmodel.
Recientemente, la revista estadounidense Entertainment Weekly, nombró «All the Lovers» como la mejor canción de 2010, en la lista de las mejores y peores canciones de 2010. En dicha lista, figura la canción «Cupid Boy», también del disco Aphrodite, en la posición 7 de las mejores canciones. La canción esta en el puesto número 3 de las mejores canciones del 2010 según la revista Billboard 2010 In Music, la canción Get Outta My Way de la misma artista también aparece pero en el puesto número 28 También es la canción del año según Popjustice; además Kylie aparece como el mejor comeback. Además fue ganador de los Virgin Media Music Awards en la categoría "Mejor Sencillo"

## Historia y lanzamiento
«All the Lovers» fue anunciado el 20 de abril de 2010 como primer sencillo oficial de Aphrodite. En el anuncio publicado por YouTube, se presentó treinta segundos de la canción. Su lanzamiento se realizó el 28 de junio de 2010, una semana antes de la publicación del álbum. El número de visitantes causó que el sitio de Minogue colapse temporalmente, volviendo al público en corto tiempo. «All the Lovers» es una de las últimas canciones grabadas durante la sesiones del álbum. La canción fue compuesta por Jim Eliot y Mima Stilwell de la banda inglesa Kish Mauve (previamente compositores de «2 Hearts») y producido por Eliot y Stuart Price. La canción es una versión más moderna, diferente y cargada musicalmente que "I Believe in You". La canción tuvo presentación adelantada el 14 de mayo de 2010. La descarga digital comenzará el 13 de junio con el lanzamiento posterior en físico para el 28 de junio de 2010.
La canción fue estrenada en las principales radios el 14 de mayo de 2010 de Reino Unido y España. La canción tuvo su estreno en Norteamérica en CKZZ-FM "Virgin Radio 953", una emisora de radio de Vancouver en Canadá, poco antes que la canción debutara en la BBC Radio 1. La canción fue lanzada en YouTube el 13 de mayo de 2010.
La canción esta en el puesto número 3 de las mejores canciones del 2010 según la revista Billboard 2010 In Music, la canción Get Outta My Way de la misma artista también aparece pero en el puesto número 28.

## Composición
«All the Lovers» está escrita en inglés, en primera persona y en el estilo estribillo-verso-estribillo. La canción trata sobre la apreciación de Minogue a una persona especial, comparando a «todos los amantes» como algo trivial y que sólo el chico, a quien dedica en la canción, es mucho más que ellos. A lo largo de la canción, Minogue, da frases de sentimiento de amor y podría estar escenificado implícitamente en una pista de baile o una cita privada. Después del lanzamiento de la canción y el anuncio de su gira mundial, Minogue dijo que «El ambiente que he puesto por ahí con "All the Lovers", y a lo que estoy regresando, es 'sentir el amor, compartir el amor. Eso es lo que quiero del futuro espectáculo».
«All the Lovers» es una canción electropop-synthpop, de medio tempo y con un rumbo tenue al género dance. Inicialmente, «All the Lovers» fue muy comparada con el estilo dream pop de su sencillo «I Believe in You», una canción del álbum compilatario Ultimate Kylie, siendo principalmente comparada en sus líneas de bajo. El coro tiene una fuerte línea de synthpop. Seguido a este, Minogue con voz susurrante acompañada por un piano y un conjunto de violines. El puente fue comparado con la canción de 1983 "Blue Monday" de New Order. En la parte final, junto al puente, el coro se repite. En la líria, “All the Lovers” aparentemente es una invitación a la pista de baile, en realidad se refiere a la longevidad de la carrera de Minogue en aquellas líneas:

Idioma original:
All the lovers that have gone before
They don't compare to you [...]
Traducido:
Todos los amantes que fueron pasando,
 no se comparan a ti.
Extracto de All the Lovers

## Recepción crítica
«All the Lovers» recibió críticas abrumadoramente positivas. Digital Spy describió como una «canción clásica, bailable y electro-pop-disco, en otras palabras, un verdadero sencillo de Kylie». Attitude Magazine dijo: «Es la mejor cosa que he oído. Vas a bailar. Vas a llorar. Vas a llorar mientras bailas». Popjustice nombró al sencillo "canción del día" el 14 de mayo de 2010, y dijo: «Además de ser el sonido de una gran fiesta en una pista de baile, a partir de ahora hasta el final de los tiempos, 'All the Lovers' es también el sonido de un millón de seguidores de Kylie respirando un suspiro colectivo de alivio. Está creciendo, pero cuidadosamente, bombardea delicadamente, dejando sobrios de espíritu y borrachos de amor. [...] Es muy difícil no escuchar esta canción en la repetición». Entertainment Weekly describe al sencillo: «[...] No es algo absoluto que 'All the Lovers' [...], en realidad, sea un canción muy dance, musicalmente hablando. A pesar de las tentadores entradas líricas por Minogue que nos hace bajar, el sonido de la canción es poca en la línea con la urgente voz de ritmo robótica de su hit 2007 'Speakerphone' que con su canción dream pop 'I Believe in You' (2004), hasta líneas abajo de su imitación. Trasladándonos fuera del estilo de Minogue: este es una canción que provoca movimiento reiterado y rítmico de la cabeza en una pista de baile, no una canción que te hace mover las caderas. [...] Tiene un pegadizo ritmo, esas voces famosas de una respiración susurrante y sensual, y un desenlace tan cargado, una mezcla de sintetizadores que hubiera sido perfecta para la banda sonora de los juegos Atari de Studio 54. La pista de baile se puede esperar; estamos demasiado ocupados disfrutando esto que nos levantaríamos en este momento». Una crítica positiva vino de The Village Voice, donde Rob Harvilla dice que: «Kylie está en su mejor momento con sólo un tenue elemento de amenaza ("2 Hearts", por ejemplo), y esto no califica exactamente, pero si está en los 55 minutos en una clase de rueda que la empuja hasta la cumbre». Yahoo! Music UK describió al sencillo: «Las cosas parecen haber cambiado en el mundo del pop desde la última pavoneada de Kylie por el lugar, pero "All the Lovers" tiene esa adecuada combinación de estilo glitterball y la euforia ochentera del synthpop para sugerir la completa dominación mundial de Lady Gaga, el cual está muy lejos de un verdadero acuerdo». The Irish Times comentó: "Siguiendo más la línea de "The One" y "I Believe in You" que la de "Spinning Around", "All the Lovers" muestra a una Kylie en nueva forma. Chris Ryan de MTV dice: «"All the Lovers" es un clásico de Kylie; una lenta construcción, añadiendo capas sutiles de instrumentos electrónicos, moviéndose hacia el éxtasis, en un coro impresionante». Mark Sutherland de Billboard, dijo, «"Lovers" tiene el aura de unas de las canciones de Minogue que-se-convierte-en-un-himno-pop-exitoso, como "Spinning Around" o "Can't Get You Out of My Head"- que vienen juntos, volviendo a comprometer a su principal base de seguidores y a la próxima generación». Nicola Meighan de The List comentó la canción: «Inducido por el baile, es un llamado para ser acurrucados en los brazos; una exitosa y unánime serenata disco».
En YouTube, la canción de «All the Lovers» recibió más de 16,000,000 reproducciones. En su primera semana, la canción vendió más de 18.500 copias en el Reino Unido. El 18 de junio de 2010, «All the Lovers» debutó en el número seis en la lista de sencillos de Irlanda. El 20 de junio, la canción debutó en la posición #4 en los top 100 sencillos de UK, sólo con las ventas de descargas digitales. A su semana siguiente bajó a la sexta posición.

## Video musical

### Desarrollo
Joseph Kahn se encargó en la dirección del video musical. Minogue eligió a Kahn desde que él quiso entregarle un toque fresco, algo nuevo. A pesar de la insistencia de Kylie, el director se negó a usar de nuevo teléfonos móviles para grabar el video (como se hizo en All I See). De ahí su aspecto novedoso y fresco. El concepto del vídeo es una re-imaginación de los trabajos del artista estadounidense Spencer Tunick, conocido por sus fotografías de grandes números de personas desnudas en formaciones artísticas. Khan y Minogue crearon dos tratamientos para el video, pero eligieron la opción más perfilada. El vídeo fue grabado el 8 y 9 de mayo de 2010 en los alrededores del Museo de Arte Contemporáneo, Los Ángeles. El 25 de mayo, 24 segundos del video musical fueron filtrados en YouTube. El siguiente día, el vídeo fue removido por petición de IFPI. El 26 de mayo, Parlophone publicó oficialmente el tráiler de 42 segundos del vídeo. Minogue habló sobre el vídeo después de su lanzamiento:

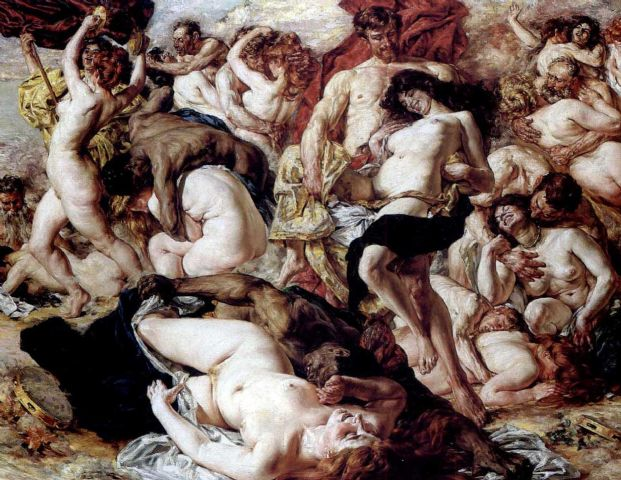
El video de «All the Lovers» trata de representar el amor y la lujuria de una manera elegante, sin llegar a lo vulgar.

"Las personas se vuelven locos por él, así que eso es asombroso. [Kahn] ha aportado una idea brillante, sencilla y lo ha ejecutado tan sensiblemente, pensé. Sigue siendo de vanguardia, igual al calor bajo nuestros cuellos, pero creo que hay una verdadera sensibilidad. Es a lo que voy y lo que amo. [...] Estoy emocionada sobre lo que trae y es único. Sí, es un video sexy y todo eso, pero en realidad, es muy bonito y que parece ser lo que la gente está respondiendo."

### Trama
El vídeo completo fue estrenado el 1 de junio de 2010. El vídeo inicia en un efecto de cámara lenta, mostrando vasos con café, cantimploras derramando leche, malvaviscos y papeles de un maletín, todos los objetos mencionados de predominante blanco, caen, mientras varias personas se desvisten hasta quedar en ropa interior. La mayoría de los objetos, mientras caen, están acompañadas de códigos QR.
Las personas se besan, en diferentes opciones sexuales. Luego, formando una colina orgiástica, Minogue nace como Afrodita, lanzando una manada de palomas. Minogue está vestida con una blusa blanca, con un escote entretejido, mostrando unos sostenes negro en cono, unas rodilleras y unos tacones altos. Las personas intentan tocar a Minogue, y los que lo logran hacerlo entran en éxtasis.
Minogue se levanta y queda parada sobre la colina. Un automóvil blanco descapotado, rodeado de amantes, suelta unos globo blancos que ascienden hasta alcanzar un colosal elefante blanco de globo que sobrevuela a todos. Durante el segundo coro, la colina orgiástica es aún mucho más alta. Minogue barre con su mano sobre los rostros, repartiendo el éxtasis. En seguida, Minogue mueve sus brazos, donde los súbditos la imitan. En la sección baladista de la canción, Minogue es descendida al interior de la colina (mientras ella emana una luz titiladora), donde reposa con todos los demás. Durante el último puente musical cargada electrónicamente, un caballo blanco galopa entre los amantes, con un efecto elegante de cámara lenta.
Finalmente, Minogue sale nuevamente en la punta de la colina, que ahora tiene un tamaño gigantesco, casi rebasando los rascacielos de Los Ángeles, California. Una toma aérea revela que todas las calles están llenas de los amantes, dirigiéndose hacia la crecida colina orgiástica. El elefante flotante sigue sobrevolando, alejándose hacia el horizonte angelino, y los globos ascienden lentamente. En la escena final, Kylie suelta una paloma blanca.
Representaciones simbólicas

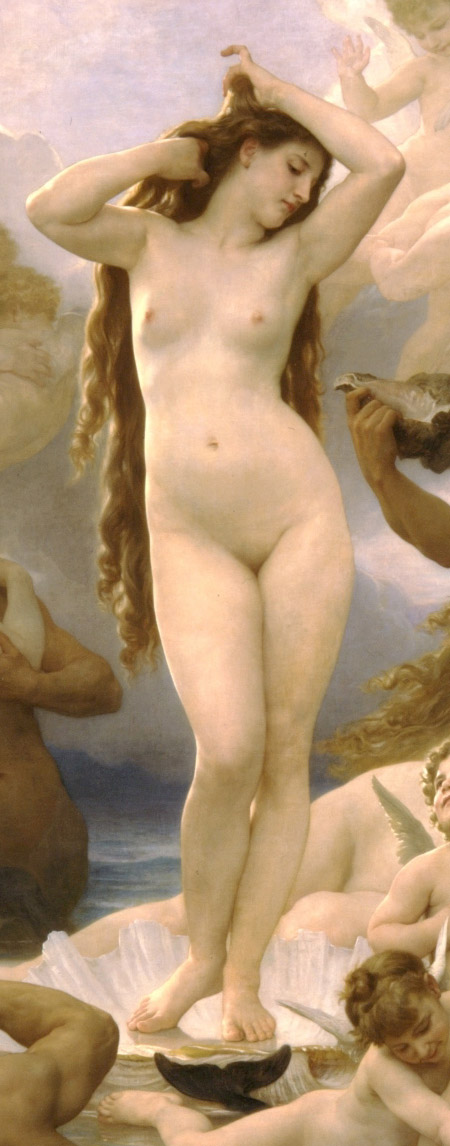
Afrodita, referencia principal en el vídeo.

- El color blanco es el elemento principal en el vídeo. Generalmente, el color significa pureza, algo sagrado.
- Evidentemente, Minogue representa a la diosa griega Afrodita, posando sobre una colina humana donde prevalece el amor, la pasión y la belleza.
- Las palomas significa paz en un contexto general. Durante el vídeo, las aves se mueven al ritmo de los movimientos de Kylie.
- Los globos significa gloria, regocijo, fiesta y alegría.
- El elefante blanco, en la cultura asiáticas, es considerado como grandeza y prosperidad.
- El caballo blanco significa pasión y belleza. También es el símbolo de renacer y la pureza
- El video contiene imágenes fugaces de códigos QR. Al comienzo del video vemos una taza de café que cae con un código QR impreso, luego se observa una botella de leche con otro código QR. Estos son rápidamente seguidos por la caída de terrones de azúcar y una tercera imagen de código QR. Parece que nunca se tuvo la intención de los códigos QR fuesen escaneados, sin embargo se ha reconstruido el código QR de taza de café en Gimp y se escanea como "amor".

La temática visual de «All the Lovers» es diferente a la letra debido a la ambigüedad. En los primeros segundos del video, se muestra un ambiente de amor y lujuria, siguiendo el concepto general de la diosa griega.

### Recepción
Leah Greenblatt de Entertainment Weekly llamó al video: «una fiesta striptease callejera de grandes proporciones» y agregó, «El resultado es una mejor descripción de una marcable y destellante muchedumbre, un Desfile del Día de Acción de Gracias de Macy's que se va a lo salvaje, o algo serio como el toque, un impactante comercial de el sentimiento de un algodón. También: malvaviscos voladores, un caballo blanco galopando y un enorme elefante inflable». Ryan Brockington del New York Post dice: «Siguiendo el ejemplo de los vídeos de Matt & Kim, hacer bailar una chica desnuda y el reciente desagradable desnudo de Erykah Badu, Kylie ha decidido comercializar la atención de su vídeo sin ropa evoca. Pero la única cosa es que "All the Lovers" es un poco... comercial. [...] Estoy [diciendo] que no es tan 'entusiasta' como sus antepasados». Nick Levine de Digital Spy comentó: «No hay muchas estrellas del pop que podría hacer un video con palomas, globos, un caballo al galope, un elefante hinchable gigante y una masa de personas caminando a tientas en el centro de LA.... y salir de la misma. Por otra parte, no hay muchas estrellas del pop que engendran el afecto colectivo que Kylie Minogue lo hace». Kurt B. Reighley de Queer vista comentó: «A pesar de todo el relleno sexy de la pantalla, el vídeo no parece sucio o vulgar, porque el director Joseph Kahn se puntúa con imágenes muy sanas y blancas [...] La coreografía, increíblemente simple, es mucho más poderoso que la coreografía torpe de Laurie Ann Gibson para el video de "Alejandro" de Lady Gaga, y los estilistas de Kylie que siguen perfeccionando una imagen que sugiere nada tanto como los juguetes Sanrio (los creadores de Hello Kitty) visión de Los ángeles de Charlie».
El video musical llegó a ocupar el #7 en los vídeos Billboard.[cita requerida]
Armond White de New York Press elogió el video con una crítica extensa:

Kahn fantasea con una escena callejera —lo que en los años 60 fue llamado un «happening»— donde la diva Kylie está rodeada por una súplica multicultural, una legión ambisexual que disfruta de su éxtasis individual. No es un motín, no es una orgía; es un levantamiento donde los amantes se acumulan y dejan que su alegría los lleve, literalmente, más alto. Kahn alza una torre de la humanidad en medio de relucientes rascacielos del progreso urbano; su imaginación nos lleva a la historia de los disturbios de Stonewall, empezado en una protesta hasta convertirse en una celebración [...] El salto universal de Kahn no deja de lado la realidad que la clase social gay, raza, tamaño, imagen y los prejuicios de edad son innegables (y, de hecho, limitar la perspectiva de los documentaristas bien intencionados). Los malvaviscos flotantes, los globos y los sementales blancos de Khan no compensan las desigualdades de socialización gay, sino que antropomorfizar la idea de pureza de Khan y Kylie. Mejor que la explotación gay de Sexo en la ciudad 2, el vídeo de Kahn transforma los espacios urbanos —"Todos los lugares sucios, despreciables" dicho por los testigos de Stonewall Uprising— donde los gays, que alguna una vez fueron marginados y empujados a expresar sus necesidades sexuales en el distrito miserable de Meatpacking (ahora limpio) o el Stonewall Inn en sí (que un testigo llamó "un baño, pero se trataba de un refugio temporal de la calle"). La fantasía brillante de limpieza urbana paradisíaca de Khan es un acto creativo que idealiza un hecho histórico. Al igual que Spencer Tunick, que fotografió a una muchedumbre desnuda, Kahn y Kylie son maestros de ceremonias de una fiesta multirracial; como señala el crítico John Demetry, restringiendo a los participantes de la joven, bonita, buena forma física es parte de su idealización. Es importante destacar que Kahn y Kylie hacen una serenata a su fiesteros con el término de la era Stonewell "amantes" (algo anticuada por los "socios" actuales").
Armond White, New York Press

### Versión para Sat.1
«All the Lovers» fue usado en un video comercial corto para promocionar el nuevo logo del canal alemán Sat.1. En el vídeo, Minogue aparece sosteniendo el esférico logo del canal y sobrevolando dentro en un círculo lustroso, acompañado de un fondo negro y violeta de figuras concéntricas, líneas convergentes y transversales, y puntos brillantes. Aparece con un vestido azul vaporoso haciendo alusión al usado en la portada de su álbum Aphrodite. Inspirado en la lluvia de rosas de Angela de American Beauty, Minogue aparece tumbada en el suelo, mientras pétalos de rosas cae sobre ella.
Sat.1 opinó sobre su colaboración: "Kylie Minogue se ajusta perfectamente a Sat.1. Ningún otro artista que representaría el lema 'Colour your life' en Sat.1 lo haría mejor que ella. Ella es fascinante, inspirador, no sólo como una brillante estrella mundial, pero mucho más como persona en la vida real. Ella fue capaz de reinventarse a sí misma con los años y conectar generaciones. Eso está haciendo su embajador perfecto para SAT.1".

## Lado B

### "Go Hard or Go Home"
Es una canción dance-pop de Minogue y compuesto por Lucas Secon, Damon Sharpe, Thomas Sardorf, Daniel Davidsen y Mich Hansen. Comienza con una tenue guitarra y Minogue tarareando. Luego, revienta en una secuencia dance-pop y alegre. Su lanzamiento se realizó el 11 de junio de 2010, junto al sencillo «All the Lovers».
La letra de la canción hace referencia a los típicos gatillazos de los hombres a la hora de realizar el acto sexual, y que Kylie ha sufrido en demasiadas ocasiones.

### "Los Amores"
Es la versión en español de «All the Lovers». Esta es la primera canción realizada en español en toda la carrera de Minogue. Fue publicado el 28 de junio como lado B en la edición 7" del sencillo, para Reino Unido. Además fue lanzado como promo en iTunes.

## Performances en vivo
La primera presentación de «All the Lovers» se realizó en los Wind Award Music en Verona, Italia, el 29 de mayo de 2009. Minogue vestía una indumentaria inspirado en Afrodita, con un toga blanco y tacos dorados. El 5 de junio, Minogue reveló un megamix de su álbum en el club gay Splash en Nueva York. Durante «All the Lovers», ella improvisó y comenzó a cantar en toda la música. También presentó la canción al final de las sesiones finales de Germany's Next Topmodel el 9 de junio de 2010. El performance fue una emulación del video musical y Minogue vestía una indumentaria azul y tacos cremas que llegaba hasta las rodillas. Georgina Littlejohn de Daily Mail dijo que "ciertamente mostró cómo se ha hecho a su contraparte pop más joven Katy Perry, quien también estaba en la noche, continua a presentarse". Ann Lee, de Metro llamó al performance "excelente", y agregó que "[ella] le dio Katy Perry un camino hacia su dinero". Ella también está programando un performance en el espectáculo televisivo inglés Friday Night with Jonathan Ross, en un episodio que se emitirá el 25 de junio de 2010. Minogue también hizo una performance de «All the Lovers» durante el desfile del orgullo gay en Madrid, España el 3 de julio de 2010 y lo hará de nuevo en el programa australiano de espectáculos Hey Hey It's Saturday el 21 de julio de 2010. Además, es interpretada como la canción final de su actual gira Aphrodite: Les Folies Tour 2011.

## Covers
- La banda estadounidense Scissor Sisters hizo un cover de «All the Lovers» en una versión country en Live Lounge de BBC Radio 1, el 22 de junio de 2010.[43]

- La cantante española Verónica Romeo realizó una versión del tema, acompañado solo de una guitarra, el video fue subido a su canal oficial de YouTube como parte de su autopromoción para su próximo lanzamiento musical, que al parecer tendrá solo covers de grandes canciones.[44]

## Charts
All The Lovers representa el regreso de Kylie Minogue a la música y a los principales listados de sencillos. Su mejor rendimiento ocurrió en Europa, como la mayoría de las veces, llegando al número 1 de Croacia y al Reino Unido Airplay. En este último país pegó al 3 del UK Singles Chart, regresando al top 3 desde I Believe in You en el 2004. En Escocia, Polonia y Hungría apareció en el segundo lugar, y en Francia en el tercero. En otros países del continente su recepción fue muy buena llegando al tope de los ranking airplays de Polonia, Austria y Letonia, al igual que el chart físico de España. En Suiza, Irlanda e Italia se ubicó en el sexto lugar, y en el cuarto de Eslovaquia. En el ranking Europeo Billboard ocupó el puesto 4 y el 2 del Euro 200.
En Oceanía no tuvo tanto éxito. En Australia no logró entrar al top10 quedándose en el casillero 13, mientras que en Nueva Zelanda solo figuró en los listados radiales, pero no el oficial.
En Asia sí logró mayor aceptación al lograr liderar los listados de Taiwán y Hong Kong. En Japón se quedó en el undécimo lugar, pero sí logró ser número 1 en Tokio Hot 100.
En América vivió un renovado éxito. En las naciones de habla hispana fue bien recibida como en Colombia en el 3, Venezuela, 8, y Chile, 13. En Brasil tuvo su pico en el puesto 30, aunque consiguió el #1 en el listado dance.
En Estados Unidos el tema no logró entrar al top 100, siendo #101, pero dominó el Billboard Dance/ClubPlay, obteniendo un nuevo número 1 desde Slow a inicios del 2004. Además finalizó como la tercera canción dance más exitosa de EE. UU.. En Canadá debutó en el puesto 72, siendo ese su mejor puesto.

## Lista de canciones
| Sencillo en CD Internacional (Reino Unido. Enhanced. CDR/CDRS6817, Maxi doble disco. CD #1. Parlophone) 1. «All the Lovers» - 3:19 2. "Go Hard or Go Home" (Lucas Secon, Damon Sharpe, Thomas Sardorf, Daniel Davidsen, Mich Hansen) - 3:43 CD Promocional / Sencillo en CD para Europa y Australia (Reino Unido, Australia. Enhanced. CDR/CDRS6817, Maxi doble disco. CD #2. Parlophone) 1. «All the Lovers» - 3:19 2. «All the Lovers» (WAWA & MMB Anthem Remix) - 6:04 3. «All the Lovers» (Michael Woods Remix) - 7:55 4. «All the Lovers» (XXXchange Remix) - 4:49 5. «All the Lovers» (CD-Rom Video) 1.er paquete digital para Estados Unidos 1. «All the Lovers» (Michael Woods Remix) — 07:53 2. «All the Lovers» (Michael Woods Dub) — 07:53 3. «All the Lovers» (Michael Woods Instrumental) — 07:53 4. «All the Lovers» (XXXChange Remix) — 04:48 5. «All the Lovers» (WAWA & MMB Anthem Remix) — 06:05 6. «All the Lovers» (WAWA After Dark Remix) — 06:17 7. «All the Lovers» — 03:19 | 2.º paquete digital para Estados Unidos 1. «All the Lovers» (Fear of Tigers Remix) — 05:42 2. «All the Lovers» (Dada Life Remix) — 05:14 3. «All the Lovers» (Dada Life Full Vocal) — 05:14 4. «All the Lovers» (Dada Life Dub) — 05:14 5. «All the Lovers» (Dada Life Instrumental) — 05:07 Vinilo de 7" (Disco de vinilo. 7". Grabado gráfico) 1. «All the Lovers» - 3:19 2. "Los Amores" (Lado-B. Versión en español de la canción) — 3:22 Descarga digital (Disponible en tiendas virtuales como iTunes, Amazon y HMV) 1. «All the Lovers» - 3:19 Sencillo en CD promocional para RU (CD promocional 1 CDRDJ6817 / 50999 642441 2 9) 1. «All the Lovers» — 3:22 2. «All the Lovers» (Instrumental) — 3:22 |

## Personal
- Kylie Minogue - voz principal
- Jim Eliot – compositor, productor, multiinstrumentista, programación
- Mima Stilwell – compositora, voces adicionales de fondo
- Stuart Price – producción adicional, mezcla
- Dave Emery – mezcla

Fuente:

## Posicionamiento en listas y certificaciones
| Gráfico (2010)                               | Máxima Posición |
| -------------------------------------------- | --------------- |
| Argentina (Airplay)                          | 28              |
| Australia (ARIA)                             | 13              |
| Austria (Ö3 Austria Top 40)                  | 5               |
| Bélgica (Ultratip Wallonia)                  | 1               |
| Bélgica (Ultratop Flanders)                  | 10              |
| Brasil (Brasil Hot 100)                      | 30              |
| Brasil (Brasil Hot Dance Club Songs)         | 1               |
| Canadá (Canadian Hot 100)                    | 72              |
| Chile (Top 100 Singles)                      | 13              |
| Colombia (Los 40 principales)                | 3               |
| Corea (GAON)                                 | 39              |
| Croacia (Airplay)                            | 1               |
| Europa (European Hot 100)                    | 4               |
| España (Gráfico de sencillos)                | 6               |
| EE. UU. Billboard Hot Dance Club Songs       | 1               |
| Eslovaquia (IFPI)                            | 4               |
| Francia (SNEP)                               | 3               |
| Hong Kong (Airplay)                          | 1               |
| Hungría (Rádiós Top 40)                      | 2               |
| Irlanda (IRMA)                               | 6               |
| Italia (FIMI)                                | 6               |
| Japan Hot 100 (Billboard)                    | 11              |
| Países Bajos (Mega Single Top 100)           | 61              |
| Reino Unido (Airplay)                        | 1               |
| Reino Unido (The Official UK Charts Company) | 3               |
| República Checa (IFPI)                       | 18              |
| Rusia (Airplay)                              | 14              |
| Suiza (Gráfico de sencillos)                 | 6               |
| Sweden                                       | 14              |
| Taiwán (Official Top 10)                     | 1               |
| Ucrania (Airplay)                            | 6               |
| Uruguay (Airplay)                            | 20              |
| Venezuela (Record Report, Top Anglo)         | 4               |
| World Dance/Trance top Singles               | 1               |
| United Wold Chart (Worldwide Sales)          | 10              |

| País        | Certificaciones (Umbral de ventas) |
| ----------- | ---------------------------------- |
| Reino Unido | Plata                              |
| Australia   | Oro                                |
| Italia      | Oro                                |

### Gráfico de procesión y sucesión
| Predecesor: «Your Love Is My Drug» de Ke$ha | Nro 1 en Billboard Hot Dance Club Songs 14 de agosto de 2010 — 20 de agosto de 2010 | Sucesor: «California Gurls» de Katy Perry con Snoop Dogg |

## Historial de lanzamientos
| Región              | Fecha               | Formato              |
| ------------------- | ------------------- | -------------------- |
| Alemania            | 11 de junio de 2010 | CD, Descarga digital |
| Austria             | 11 de junio de 2010 | CD, Descarga digital |
| Suiza               | 11 de junio de 2010 | CD, Descarga digital |
| Australia           | 11 de junio de 2010 | Descarga digital     |
| Reino Unido         | 13 de junio de 2010 | Descarga digital     |
| Reino Unido         | 28 de junio de 2010 | CD                   |
| Reino Unido         | 28 de junio de 2010 | 7"                   |
| Reino Unido         | 28 de junio de 2010 | Paquete digital      |
| México              | 15 de junio de 2010 | Descarga digital     |
| Estados Unidos.     | 15 de junio de 2010 | Descarga digital     |
| Australia           |                     |                      |
| 25 de junio de 2010 | CD                  |                      |
| 25 de junio de 2010 | Paquete digital     |                      |
| Francia             | 27 de junio de 2010 | Descarga digital     |
| España              |                     |                      |
| 15 de junio de 2010 | Descarga digital    |                      |
| 29 de junio de 2010 | CD                  |                      |
| 29 de junio de 2010 | Paquete digital     |                      |